# Lubricated Goat
Lubricated Goat é uma banda australiana de noise rock formada no fim dos anos 80. A banda ganhou notoriedade logo após se apresentarem em um programa de TV completamente pelados, apenas com os instrumentos. Com influências de The Stooges e The Birthday Party, eles são citados por tocarem um estilo de rock completamente sujo e distorcido, na qual precedeu o grunge.

## História
Lubricated Goat foi formado em 1986 por Stu Spasm (real nome Stuart Grey). Depois de voltar da Inglaterra, Spasm vai até Perth visitar Brett Ford, que na época estava tocando na banda The Kryptonics com Peter Hartley.
Enquanto isso, Spasm, Ford e Hartley começaram as gravações do que seria o primeiro lançamento do Lubricated Goat, Plays the Devil's Music, nos estúdios No Sweat, e em Adelaide, com um gravador de 4 canais e com a presença do baterista Martin Bland.
A banda assina um contrato com a Red Eye Records, subsidiária da Black Eye Records. A banda decide se mudar para Sydney, onde Spasm conheceria Guy Maddison, que na época, estava no Greenhouse Effect e mais tarde, ficaria no Mudhoney. Anteriormente, em Perth, Maddison havia se oferecido para ser o baixista do Lubricated Goat, mas não foi aceito.
Em 1988, Lubricated Goat lança seu primeiro álbum, Paddock of Love, que contém a música In the Raw. Esta faixa foi tocada uma vez no programa de TV "Blah Blah Blah", onde os integrantes se apresentaram pelados, apenas com is instrumentos em punho. Foi criado um documentário televisionado chamado propriamente de In The Raw, que explica o por quê da banda ter se apresentado nu ao vivo.
Durante as turnês, a banda começou a sofrer mudanças. Peter Hartley e Brett Ford saem da banda, e são substituídos por Charles Tolnay e Gene Rivet. Tolnay formou a banda King Snake Roost, na qual Rivet entraria bem mais tarde. Em 1989, a nova formação grava o seu segundo EP, Schadenfreude. A banda pensou na possibilidade de fazer uma turnê nos Estados Unidos, mas Tolnay e Rivet não gostaram da ideia, e se recusaram a fazer a turnê. Mesmo assim, Spasm e Maddison decidiram ir para as terras norte-americanas, ao lado de Renastair EJ e Martin Bland para a primeira turnê norte-americana do Lubricated Goat, mas logo Guy Maddison sai da banda. Porém, a banda decide continuar, gravando seu segundo álbum Psychedelicatessen com Lachlan McLeod no baixo.
A gravadora Amphetamine Reptile Records decide relançar todo o catálogo anterior da banda, assim como a Normal Records decide fazer o mesmo na Europa, antes da banda começar as apresentações em terras norte-americanas. Em 1990, a banda faz uma turnê europeia, que foi tragicamente marcada por Spasm, que foi esfaqueado em Berlim, o incidente deixou a banda em hiato indefinido, apenas retornando em 1994 para gravar o seu último álbum Forces You Don't Understand.

## Após os anos 80
Várias formações do Lubricated Goat, incluindo Stu Spasm como vocalista, já existiram, gravando material para várias gravadoras, incluindo a famosa gravadora-símbolo do grunge, a Sub Pop. Spasm também tocou na banda Crunt, que é um projeto paralelo de Kat Bjelland, vocalista do Babes in Toyland (que, por sinal, é esposa de Spasm) com o baterista do Jon Spencer Blues Explosion Russell Simins.
Em 2007, uma nova formação do Lubricated Goat começou a escrever e tocar músicas ao vivo, acompanhado de uma seleção de antigas músicas da banda. Essa formação consiste em Anne Mette Rasmussen nos teclados, efeitos de som e backing-vocals, Creighton Chamberlain (da banda Heroine Sheiks) no baixo e 'Bloody' Rich Hutchins na bateria.

## Discografia

### Álbuns de estúdio
- Paddock of Love (Amphetamine Reptile Records (Estados Unidos)/Normal Records (Europa), 1988)
- Psychedelicatessen (Amphetamine Reptile Records, 1989)
- Forces You Don't Understand (PCP, 1994)

### EP's
- Plays the Devil's Music (Black Eye/Amphetamine Reptile Records, 1987)
- Schadenfreude 12" (Black Eye, 1989)

### 7" Singles e splits
- Meating My Head (Sub Pop, 1989, faz parte da Sub Pop Singles Club)
- Bad Times em Dope-Guns-'N-Fucking In The Streets Volume Four (Amphetamine Reptile Records, 1991)
- Shut Your Mind (Sympathy for the Record Industry, 1992)
- Play Dead (Sub Pop, 1993)

### Outros álbuns
- Waste Sausage (Black Eye, 1987) (Apenas na Austrália)
- The great Old Ones (Reptillan Records, 2003) (Todas as músicas foram regravadas com nova formação)
- Unskinned Goat (Independente, pelo site multiply.com, 2006)[1]